# (5538) Luichewoo
(5538) Luichewoo (1964 TU2) – planetoida z pasa głównego asteroid okrążająca Słońce w ciągu 3,47 lat w średniej odległości 2,29 j.a. Odkryta 9 października 1964 roku.